# Still Life (álbum de Opeth)
Still Life é o quarto álbum de estúdio da banda sueca de death metal progressivo Opeth. Still Life foi gravado no Maestro Musik e no Fredman Studios de 15 de abril a 29 de maio de 1999. O álbum foi produzido pelo Opeth "sob o olhar atento" de Fredrik Nordström. O álbum foi originalmente masterizado por Göran Finnberg. A partir de seu relançamento em 2008, ele foi remasterizado por Jens Borgen. A arte foi concebida por Travis Smith para todos os lançamentos.
Still Life é um álbum conceitual. O líder Mikael Åkerfeldt explica: "O personagem principal é uma espécie de banido de sua cidade natal porque ele não tem a mesma fé como o resto dos habitantes de lá. O álbum começa muito bem quando ele está voltando depois de vários anos para conectar com seu "bebê" de idade. Os chefões da cidade sabem que ele está de volta... Um monte de coisas ruins começam a acontecer".
O Allmusic chamou Still Life de um "splicing formidável inóspito, muitas vezes com riffs irregulares de guitarra com melodias graciosas". Em 2020, a revista Metal Hammer o elegeu como um dos 20 melhores álbuns de metal de 1999.

## Lançamento
Devido a limitações de tempo, a banda foi capaz de ensaiar apenas duas vezes antes de entrar no estúdio. Atrasos com a arte do álbum adiaram o seu lançamento para mais um mês e o álbum foi lançado na Europa pela Peaceville/Snapper em 18 de outubro de 1999. Devido a problemas com  a nova rede de distribuição da banda, o álbum não foi lançado nos EUA até 27 de fevereiro de 2001.
Still Life foi o primeiro álbum gravado com o baixista Martin Mendez e o primeiro álbum do Opeth a suportar qualquer tipo de legenda na capa sobre seu lançamento inicial, incluindo o logo da banda.
O álbum foi relançado pela Peaceville Records em 2000 como uma versão slipcase e novamente como uma versão digipak em 2003.[carece de fontes?] Um terceiro relançamento saiu em 31 de março de 2008, com a arte do álbum retrabalhada pelo artista original Travis Smith. Essa nova edição tinha dois discos, o primeiro sendo um remasterizado do álbum em stereo mix em CD de áudio e o segundo sendo um DVD-Áudio contendo um mix som surround 5.1. O DVD também contém um vídeo ao vivo da faixa "Face of Melinda" da apresentação ao vivo de The Roundhouse Tapes em Londres. As versões remasterizadas e remixadas das gravações originais foram feitas por Jens Borgen.

## Faixas
Todas as faixas escritas e compostas por Opeth . 
| N.º            | Título                   | Duração |  |
| 1.             | "The Moor"               | 11:26   |  |
| 2.             | "Godhead's Lament"       | 9:47    |  |
| 3.             | "Benighted"              | 5:00    |  |
| 4.             | "Moonlapse Vertigo"      | 9:00    |  |
| 5.             | "Face of Melinda"        | 7:58    |  |
| 6.             | "Serenity Painted Death" | 9:13    |  |
| 7.             | "White Cluster"          | 10:02   |  |
| Duração total: | Duração total:           | 62:31   |  |

## Créditos
- Mikael Åkerfeldt – vocal, guitarra
- Peter Lindgren – guitarra
- Martin Mendez – baixo
- Martin Lopez – bateria